# 自由市場環境主義
自由市場環境主義（英語：Free Market Environmentalism）是將自由市場和環境保護兩個觀念結合起來，形成一種以市場途徑來維護及改善環境的新概念，並非在環保工作中所採用政府行政管理的制度。

## 起源
其主義來自於《由相剋到相生：經濟與環保的共生策略》，由泰瑞．安德森（ T. L. Anderson）和唐納德．利爾（ D. R. Leal）所著，兩者皆希望自由市場和環境保護，其實可以互相共存，不必走上相剋之路，在西方被譽為「新資源經濟學」的新思維。

## 相關書籍
- （繁體中文）作：T. L. Anderson、D. R. Leal/譯：蕭代基（1995年），書名：《由相剋到相生：經濟與環保的共生策略》， ISBN 9-5773-2041-4